# 米子電車軌道
米子電車軌道（よなごでんしゃきどう）は、かつて鳥取県米子市に存在した路面電車路線である。

## 概要
皆生温泉の開発会社皆生温泉土地（現・皆生温泉観光）は、1921年（大正10年）11月に優秀な温泉源を掘り当て、これにより1922年（大正11年）から温泉旅館が次々と開業した。米子への連絡道はまだ拡幅整備中であったが、同年7月より米子駅から温泉地まで一日15往復のバスの運行をはじめた。しかしこのフォード製12人乗り幌型自動車はよく故障し、1日1便という日もあり会社を悩ませた。はやくも翌年3月には赤字により車両全部を山陰タクシーに売却してしまった。
1923年（大正12年）、皆生温泉土地社長の有本松太郎の政友会同志である遠藤光徳が県会議員に当選した。遠藤は会社の取締役に就任し、米子-皆生間の新道（皆生通り）を県費で建設することを実現させた。これに便乗して新たに企画されたのが電気軌道であり、7月には軌道敷設の特許が下付された、この設立した子会社が米子電気軌道（同年12月に米子電車軌道へ商号変更）である。
1925年（大正14年）に初の路線を開業させ、翌年に米子駅前までの乗り入れを果たし、さらに1928年（昭和3年）には市街地の買収が難航していたため迂回していた加茂町 - 角盤町間の短絡線も開通した。
しかし皆生温泉の知名度が当時低かったことや、昭和恐慌の影響で湯治客が減るなど、赤字経営が続いた。親会社の皆生温泉土地も1931年（昭和6年）には減資の憂き目に遭い、1934年（昭和8年）には経営陣が変わるほどであった。
その後、米子飛行場（現・陸上自衛隊米子駐屯地）が建設されることになり、そのための資材を運搬する道路と軌道が交差し貨物輸送の障害になるという理由で、1938年（昭和13年）に軌道は撤去されたとされている。しかし、米子飛行場自体は建設時は軍とは無関係の逓信省の施設であり、1936年に起工され1938年6月10日には開場しているため、11月27日に廃止となった米子電車軌道とは関連性がない。営業利益は出しているものの債務の利払いが多額に及んでいることから、実態は経営不振による撤退である。車両は小倉電気軌道（のちの西日本鉄道北方線）に譲渡され、13 - 17となった。
なお会社は米子交通（よなごこうつう）というバス会社に改められ、1949年（昭和24年）には日ノ丸自動車に合併した。

### 路線データ
廃線当時
- 路線距離：総延長7.7 km
  - 米子駅前 - 皆生温泉間7.0 km
  - 加茂町 - 角盤町間0.7 km
- 軌間：1067 mm
- 電化方式：直流600 V
  - 角盤変電所、電動発電機（交流側2000 V 直流側600 V）直流側の出力100 kW、常用1、製造所川北電機製作所
  - 同上、電動発電機（交流側2000 V 直流側600 V）直流側の出力50 kW、予備2、製造所川北電機製作所[5]
- 複線区間：なし（全線単線）

## 運行概要
1933年7月6日改正当時
- 運行本数：7時から20時台までおよそ30分間隔
- 系統：米子駅前 - 公園前 - 皆生温泉、米子駅前 - 米子銀行前 - 角盤町
- 所要時間：米子駅前 - 皆生温泉間32分

## 歴史
- 1923年（大正12年）7月26日：軌道特許状下付（西伯郡米子町角盤町-同郡福生村大字皆生間、同郡成実村西大谷-同郡米子町-同郡成実村大字西大谷間、同郡米子町加茂町-同町角盤町間）[6]。
- 1925年（大正14年）3月31日：角盤町 - 皆生温泉間 3.7 km開業。
- 1926年（大正15年）1月28日：米子駅前 - 公園前 - 角盤町間 3.4 km開業。
- 1927年（昭和2年）3月15日：皆生温泉停留場を移転し総延長 0.1 km短縮[7]。
- 1928年（昭和3年）
  - 1月24日：加茂町 - 角盤町間 0.7 km短絡線開業。
  - 12月27日：鉄道免許状下付（西伯郡福米村-同郡境町間）[8]。
- 1929年（昭和4年）5月27日：自動車部を設置[注 5]。
- 1930年（昭和5年）4月4日：軌道特許失効（米子市角盤町-同市西大谷間）[10]。
- 1931年（昭和6年）9月16日：軌道起業廃止許可（米子市角盤町-西伯郡福米村間）[11]。
- 1936年（昭和11年）6月12日：鉄道起業廃止許可（西伯郡福米村-同郡境町間）[12]。
- 1938年（昭和13年）
  - 11月27日：全線の運行を停止。
  - 12月3日：全線廃止[13]。

## 停留場
- 米子駅前 - 万能町 - 茶町 - 東町 - 加茂町 - 西町 - 公園前 - 錦海 - 荒神社前 - 境街道 - 後藤駅前 - 錦町 - 女学校前 - 角盤町 - 富士見町* - 米川 - 四軒家 - 前地 - 上福原 - 大境 - 新田 - 皆生温泉
- 加茂町 - 中町（市役所前） -米子銀行前 - 角盤町

*は路線廃止以前に廃止

## 接続路線
- 米子駅前：山陰本線・境線・伯陽電鉄（米子駅）
- 後藤駅前：境線（後藤駅）

## 輸送・収支実績
| 年度             | 旅客人員（人） | 営業収入（円） | 営業費（円） | 営業益金（円） | 支払利子（円） | その他益金（円） | その他損金（円）        |
| ---------------- | -------------- | -------------- | ------------ | -------------- | -------------- | ---------------- | ----------------------- |
| 1925（大正14）年 | 187,985        | 19,544         | 14,476       | 5,068          |                |                  |                         |
| 1926（昭和元）年 | 445,071        | 45,304         | 33,050       | 12,254         | 6,392          |                  | 12,379                  |
| 1927（昭和2）年  | 393,741        | 42,731         | 33,221       | 9,510          | 15,877         |                  | 雑損665                 |
| 1928（昭和3）年  | 425,123        | 51,629         | 28,500       | 23,129         | 34,510         |                  |                         |
| 1929（昭和4）年  | 544,933        | 46,662         | 37,008       | 9,654          | 35,008         | 自動車106        |                         |
| 1930（昭和5）年  | 511,999        | 41,570         | 38,476       | 3,094          | 17,793         |                  | 自動車37                |
| 1931（昭和6）年  | 451,250        | 34,608         | 32,101       | 2,507          | 7,397          | 自動車355        | 償却金3,000             |
| 1932（昭和7）年  | 459,881        | 35,549         | 41,211       | ▲ 5,662        | 9,192          |                  | 自動車6,617             |
| 1933（昭和8）年  | 300,314        | 24,378         | 25,000       | ▲ 622          | 7,073          | 自動車807        |                         |
| 1934（昭和9）年  | 241,352        | 20,003         | 16,691       | 3,312          | 6,553          |                  | 償却金158、自動車36     |
| 1935（昭和10）年 | 223,181        | 18,810         | 15,039       | 3,771          | 3,733          |                  | 自動車38                |
| 1936（昭和11）年 | 275,721        | 21,382         | 15,642       | 5,740          | 898            | 雑益金11,962     | 償却金15,274、雑損1,530 |
| 1937（昭和12）年 | 285,106        | 23,666         | 16,832       | 6,834          | 894            |                  | 償却金5,864、雑損76     |

大正14年度は鉄道省鉄道統計資料、昭和元年度以降は鉄道統計資料より（国立国会図書館デジタルコレクション）

## 車両
開業時には梅鉢製の木製単車（1号）と岡山電気軌道より譲渡された木製単車（2号）の2両が用意された。1926年度には木製単車2両（3.5号）を梅鉢に注文した。さらに1928年度に木製単車（6.7号）を新製し計6両となった。1937年度に1両が廃車され、残った5両は廃線後小倉電気軌道に譲渡され13-17号となった。